# Torfvenn/Rehrbach
Das Naturschutzgebiet Torfvenn/Rehrbach liegt auf dem Gebiet der Gemeinden Hünxe und Schermbeck im Kreis Wesel in Nordrhein-Westfalen. Das Gebiet erstreckt sich östlich des Kernortes Hünxe und südlich des Kernortes Schermbeck. Nördlich fließt die Lippe. Westlich verläuft die A 3, östlich verlaufen die Landesstraße L 104 und die A 31. Westlich schließt sich das 551 ha große Naturschutzgebiet Gartroper Mühlenbach an.

## Bedeutung
Für Hünxe und Schermbeck ist seit 1991 ein 266,28 ha großes Gebiet unter der Kenn-Nummer WES-048 als Naturschutzgebiet ausgewiesen. Das Gebiet wurde unter Schutz gestellt, um ein typisch ausgebildetes, von Grünland geprägtes Niederungsgebiet als Relikt einer bäuerlich geprägten Kulturlandschaft mit ihren charakteristischen Tier- und Pflanzenarten zu erhalten und wiederherzustellen.